# Jehor Sobolew
Jehor Wiktorowycz Sobolew, ukr. Єгор Вікторович Соболєв (ur. 26 lutego 1977 w Krasnodarze) – ukraiński dziennikarz i działacz społeczny, szef komitetu lustracyjnego, deputowany do Rady Najwyższej.

## Życiorys
Podjął nieukończone studia w instytucie pedagogicznym w Jużnosachalińsku, w 1995 wyjechał do swojej babki na Ukrainę. Pracował krótko w agencji reklamowej, po czym zajął się dziennikarstwem prasowym i telewizyjnym. Od 2003 był korespondentem czasopism „Dzerkało tyżnia” i „Korrespondent”. W 2004 podjął współpracę ze stacją telewizyjną 5 kanał, był wysłannikiem w sztabie wyborczym Wiktora Janukowycza, następnie w latach 2005–2008 pracował w tej telewizji, będąc m.in. prowadzącym program Czas. Jehor Sobolew odszedł z 5 kanału po konflikcie z jego właścicielem Petrem Poroszenką.
W marcu 2008 objął kierownictwo ekonomicznego portalu delo.ua. W lipcu tegoż roku został redaktorem naczelnym jednego z programów na kanale telewizyjnym Ukraina kontrolowanym faktycznie przez Rinata Achmetowa, jednak kilka godzin po podpisaniu umowy przyszły pracodawca zerwał kontrakt. W 2008 powołała dziennikarskie biuro śledcze „Swidomo”, a w 2011 organizację społeczną o takiej nazwie.
Był jednym z aktywistów Euromajdanu, 27 lutego 2014 został przewodniczącym nowo powołanego komitetu lustracyjnego, który jednak nie stał się formalnie częścią administracji państwowej, funkcjonując jako organizacja obywatelska.
W czerwcu 2014 współtworzył partię polityczną Wola. W przedterminowych wyborach parlamentarnych w październiku tego samego roku z listy krajowej Samopomocy uzyskał mandat posła VIII kadencji.